# Copiapoa
Copiapoa je rod kulovitých jihoamerických kaktusů. Patří mezi chilské kaktusy, jejichž centrum výskytu a vývoje leží v poušti Atacama, ležící v Chile. K průzkumu nalezišť významně přispěl český lovec kaktusů Karel Kníže.

## Taxonomie
První druhy byly známy již od roku 1845, ještě jako Echinocactus. Rod Copiapoa vytvořili Britton a Rose 1922 a zahrnuli do něj 6 druhů. Pojmenován byl podle města Copiapó, které leží v centru areálu výskytu těchto kaktusů. V současnosti je rod Copiapoa řazen do tribu Notocacteae, kde však je od ostatních rodů dobře vymezen. Zajímavostí je pojmenování druhu Copiapoa boliviensis pro rostlinu rostoucí v Chile. Pochází z doby, kdy území patřilo Bolívi. Dnes je tento taxon součástí druhu Copiapoa atacamensis.
Rod Copiapoa je jediný všeobecně uznávaný a dobře definovaný rod z vývojové větve čilských kaktusů. Vyznačuje se holými žlutými květy. Ostatní rody mají květy více či méně porostlé chlupy a štětinami. Druhy jsou vyjmenovány uznané v klasifikaci kaktusů podle International Cactaceae Systematics Group. V závorce jsou častěji užívaná synonyma. (lit.: Anderson E. F., 2001)

## Výskyt
Klimatografie Chile je určena vysokou hradbou And, která je odděluje od vnitrozemí a studeným Humboldtovým proudem. V zemi je nedostatek vody. V nejsevernější oblasti je poušť Atacama, kde prakticky neprší. Srážky na severu země jsou jen 1 mm/rok. Ještě tisíc kilometrů jižněji okolo 28° j.š. v oblasti občasných říček Huasco jsou jen 20 mm/rok a dále na jižním okraji výskytu kopiapoí u měst La Serena a Coquimbo 150 mm/rok. Zdrojem vody jsou pravidelné velmi husté mlhy garua přinášené od moře. V létě ještě přibývá tání horských ledovců. Ozáření sluncem je sice intenzivní, ale vlivem mlh rozptýlené, difusní. Při pobřeží je pás rovinaté pouště. Mlhy zde kondenzují jen ráno a brzy dopoledne. Po prohřátí půdy se mlhy zvednou a jsou hnány do vnitrozemí. Za pobřežní rovinnou je pásmo mírných svahů, ze kterých vystupují mírné pahorky a skaliska. Dosahují okolo 500 m n. m. Je zde mírně vlhčeji. Mírné svahy vedou až ke zdvíhajícím se horám. V nižší části horských svahů leží pásmo kondenzace mlh. Zde rostou křovité formace a cereusy, kulovité kaktusy chybí. Nad pásmem mlh pokračují suché pustinné horské svahy až do náhorní plošiny Altiplano v 4000 m n. m. a více na jihu do hřebene And.
V nejsevernější nejsušší části pouště Atacama rostou i kaktusy jen vzácně, oblast většího výskytu začíná až v okolí města Antofagasta. Zde začíná areál nalezišť rodu Copiapoa a končí u měst La Serena a Coquimbo, leží mezi 23 až 30° j.š. Mimo hlavní areál, v nejsevernější části pouště Atacama byl hlášen nález u města Tocopilla se stejnojmennou občasnou říčkou. Rod Copiapoa se vyskytuje především v přímořském pouštním pásmu, také na mírných úbočích a pahorcích směrem k pásmu mlh, na příkrých pobřežních útesech a v údolí občasných říček Copiapó, Huasco, Chaňaral, Taltal. Výskyt není souvislý, ale ostrůvkovitý, na příznivějších místech. Některé populace kopiapoí na extrémně suchých místech v severní části pouště Atacama jsou považovány za přirozeně vymírající. Naopak na jiných, příhodných místech tvoří rozsáhlé pravidelné porosty.
V oblasti se vyskytují ještě další skupiny čilských kaktusů jako Eriosyce (synonymum Neochilenia, Thelocephala a na jihu areálu Neoporteria), ze sloupovitých cereusů pak Eulychnia.

## Popis
Copiapoa představuje značně různorodý rod. Všem druhům je společný široce otevřený, žlutý květ na krátké trubce bez chlupů či štětin a velká, lesklá, černá semena. Jediná Copiapoa taltalensis forma rubriflora má červenavý květ. Kořeny mohou být rozprostřeny pod povrchem pro sběr srážek, nebo mohou tvořit zásobní řepu. Semena si udržují klíčivost po mnoho let. Podle typu adaptace na přežití v extrémních podmínkách lze vytyčit tři skupiny.

### Velké křídové kopiapoe
Hlavní adaptací na intenzivní insolaci je silný povlak krystalických vosků, který dává rostlinám typické křídové zbarvení, doplněný o hustou temenní a areolovou vlnu. Trny jsou sice silné i delší, ale málo početné a nekryjí pokožku před sluncem. Žebra jsou poměrně plochá, přímá. Rostliny odspodu odnožují a vytváří velké trsy i přes 2 m široké. Solitérní růst je málo častý. Délka stonku může být až 1,5 m a šířka až 25 cm. Křídový povlak je bělošedý až křídově bílý. Trny jsou obvykle šedavé až smolně černé, ale mohou být i bílé nebo žluté. C. haseltoniana má trny krásně jantarově žluté a podobně zbarvenou vlnu. Ceněná je forma C. cinerea, kde z každé areoly na bělostně křídovém stonku kolmo trčí jeden silný smolně černý trn.
Druhy: atacamensis (boliviensis), cinerea (columno-alba), conglomerata, haseltoniana (eremophila, gigantea, tenebrosa), longistaminea, malletiana (carrizalensis, dealbata).

### Střední trnité kopiapoe
Hlavní adaptací je mohutné krycí otrnění a hluboká žebra vytvářející stín. Křídový povlak chybí nebo je jen slabý, vlna je vyvinuta méně. Rostliny jsou celkově o něco menší, obvykle jen do 70 cm výšky, vzácně až 1 m. Mnoho druhů je schopné růst solitérně i tvořit trsy. Otrnění je barevně pestřejší. Výjimečný vzhled má C. krainziana, která je zahalena do bílých vlasovitých trnů.
Druhy: bridgesii, calderana (lembckei), cinerascens (applanata), coquimbana, echinoides (cuprea, dura), fiedleriana (echinata, pepiniana, totoralensis), grandiflora, krainziana, marginata (streptocaulon), megarhiza, serpentisulcata (castanea), solaris (ferox), taltalensis (rubriflora).

### Malé zemní kopiapoe
hlavní adaptací je geofytický způsob růstu, silně pigmentovaná epidermis a bohatá temenní vlna. Rostou solitérně i trsovitě.
Převážná většina stonku je zanořena pod povrch půdy, kde přechází v mohutný zásobní řepovitý kořen. Stonek je měkký, obvykle 3 až 6 cm široký. Někdy se může válcovitě protáhnout do výšky. Epidermis je silně pigmentovaná do hněda, bronzova až černa, jen vzácně je tmavozelená. Temenní vlna může být rozsáhlá. Žebra jsou spirálovitá, málo vysoká až plochá a rozpadlá do jednotlivých hrbolů. Trny jsou tenké, přiléhavé, rostlinu téměř nekryjí. Jsou často černé, méně již šedé. C. laui má stonky jen do 3 cm velké a patří k nejmenším kaktusům vůbec. Svým vzhledem a adaptací připomínají rod/skupinu  Thelocephala.
Druhy: humilis, hypogea (barquitensis), laui, molliculla, tenuissima, tocopillana.

## Pěstování
Je středně obtížné až obtížné. Jednotlivé skupiny se svými nároky liší. Obecně je potřeba dobře propustný substrát, opatrná zálivka a zcela suché přezimování při teplotách 8 až 12 °C. Některé druhy snáší plné slunce, jiné z trvale mlžných oblastí preferují rozptýlené, ale intenzivní světlo. Při přechodu z tmavého zimního umístění na plné slunce je na jaře nutné přistínit a postupně zvykat na plné slunce, jinak hrozí popálení pokožky. Rostou pomalu, zejména v prvních letech jako semenáčky. Nejlépe se pěstují malé měkkomasé zemní kopiapoe, které při dodržení hlavních zásad pro pěstování kaktusů uspokojivě rostou a ochotně kvetou. Ačkoliv v přírodě mají mohutný kořen, u nás se přizpůsobí běžné velikosti květináčku. Z nich je nejběžnější Copiapoa hypogea, která se občas objeví i v sortimentu květinářství pro veřejnost.

## Galerie

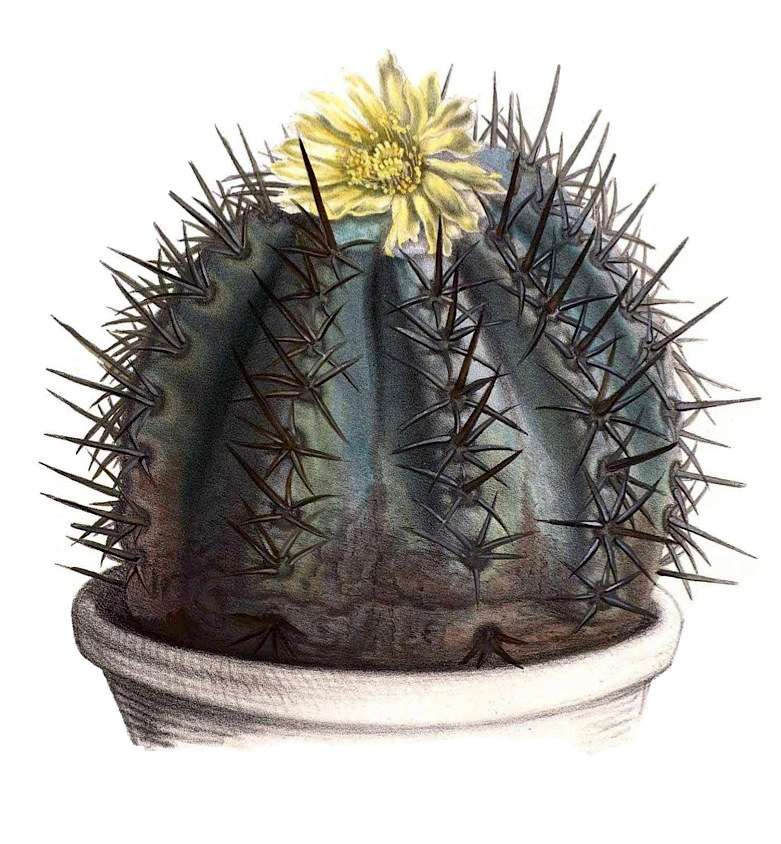
Copiapoa bridgesii patří mezi nejdéle známé druhy. Kresba z r. 1847.
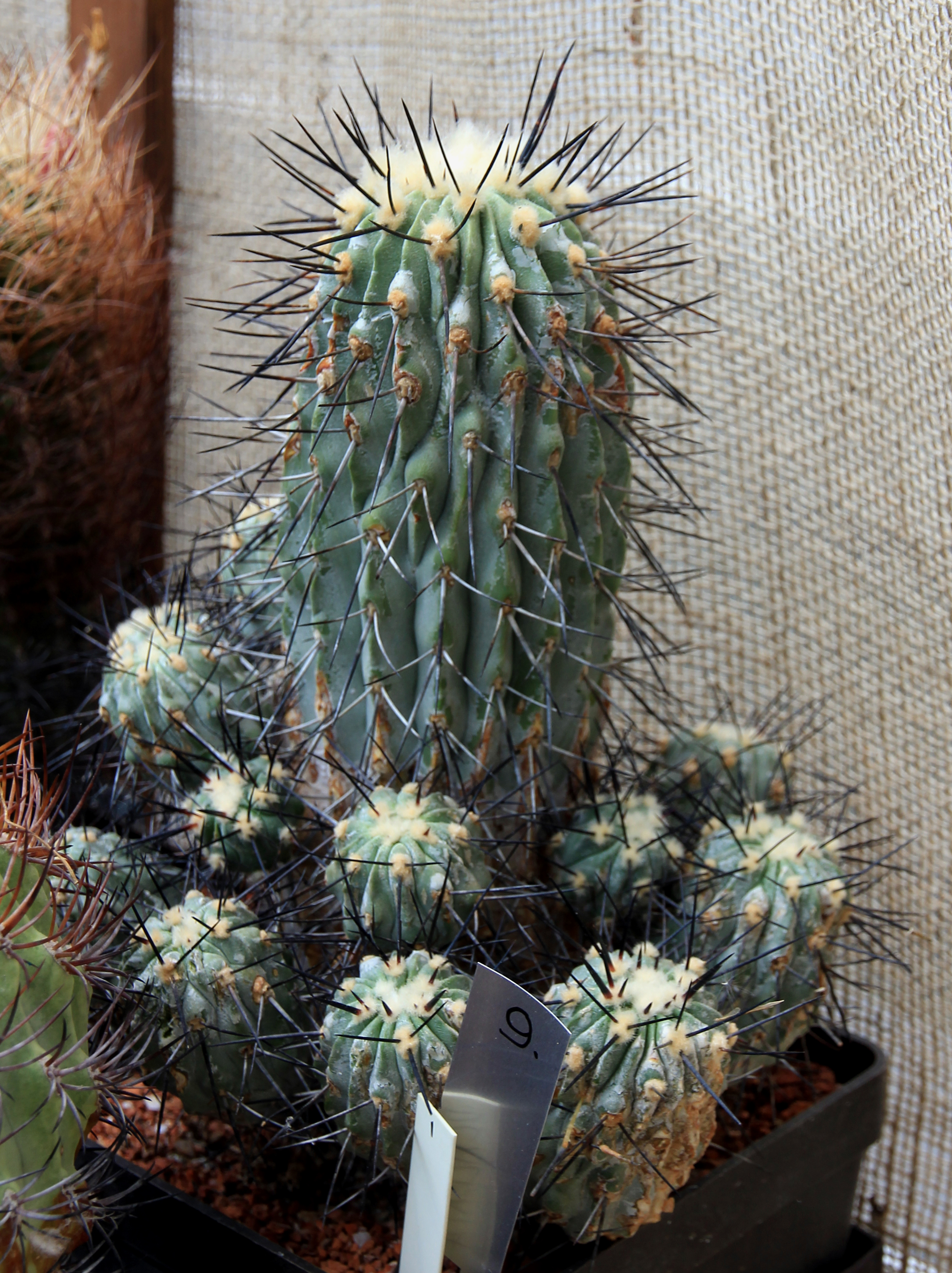
Copiapoa dealbata v Botanické zahradě UK.
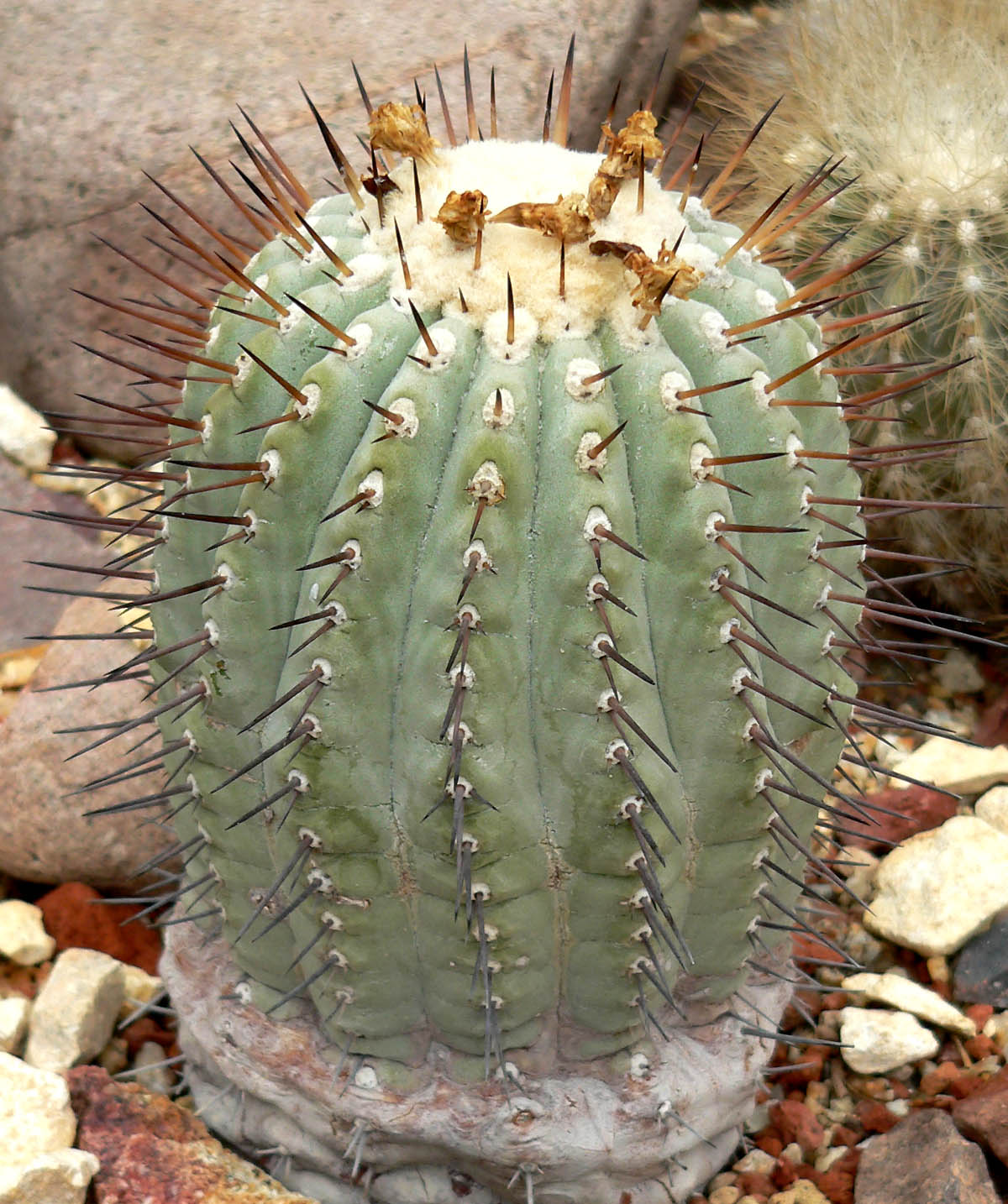
Kulturní Copiapoa cinerea má jen slabý křídový povlak
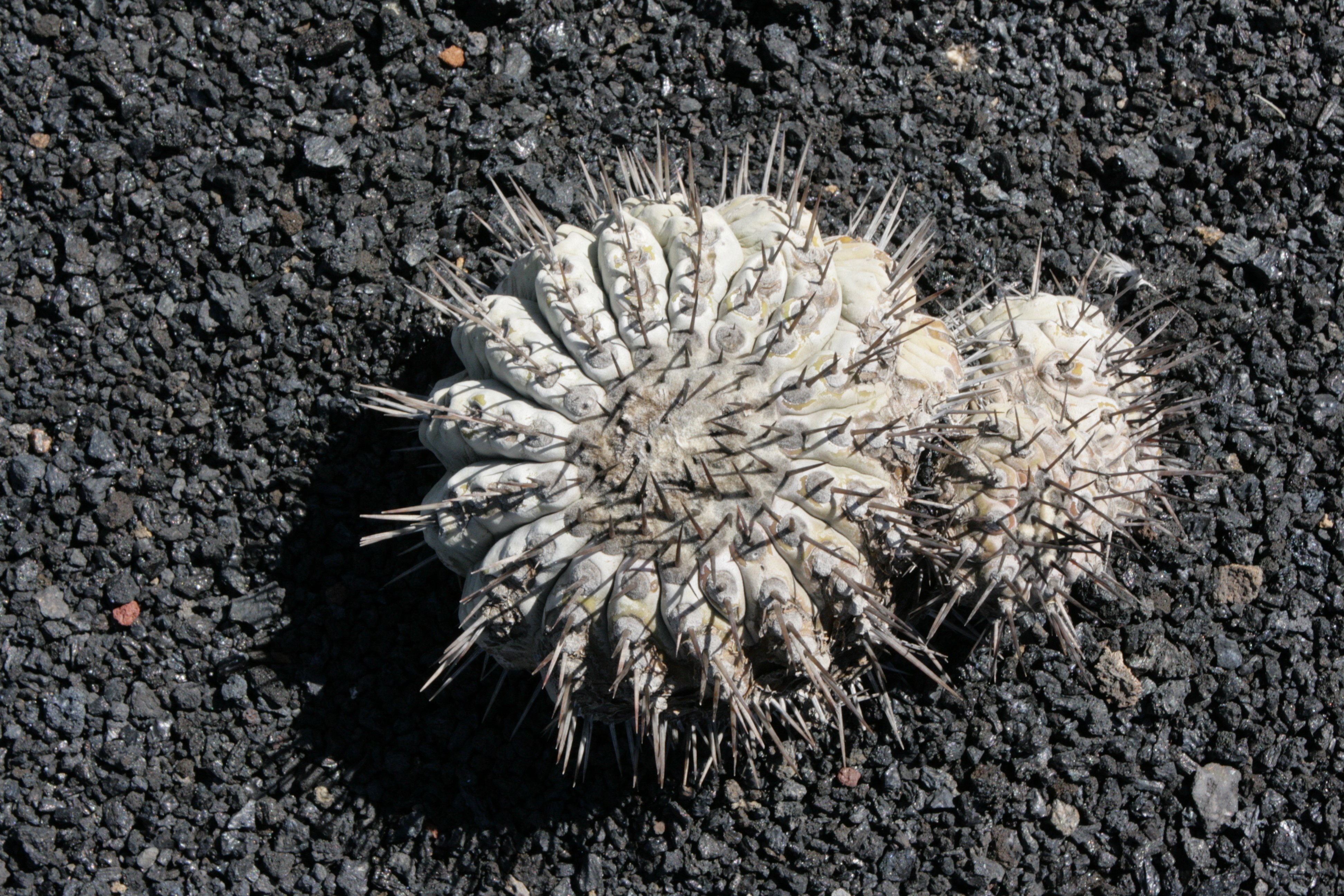
Mohutný křídový povlak se vytváří na nalezišti.
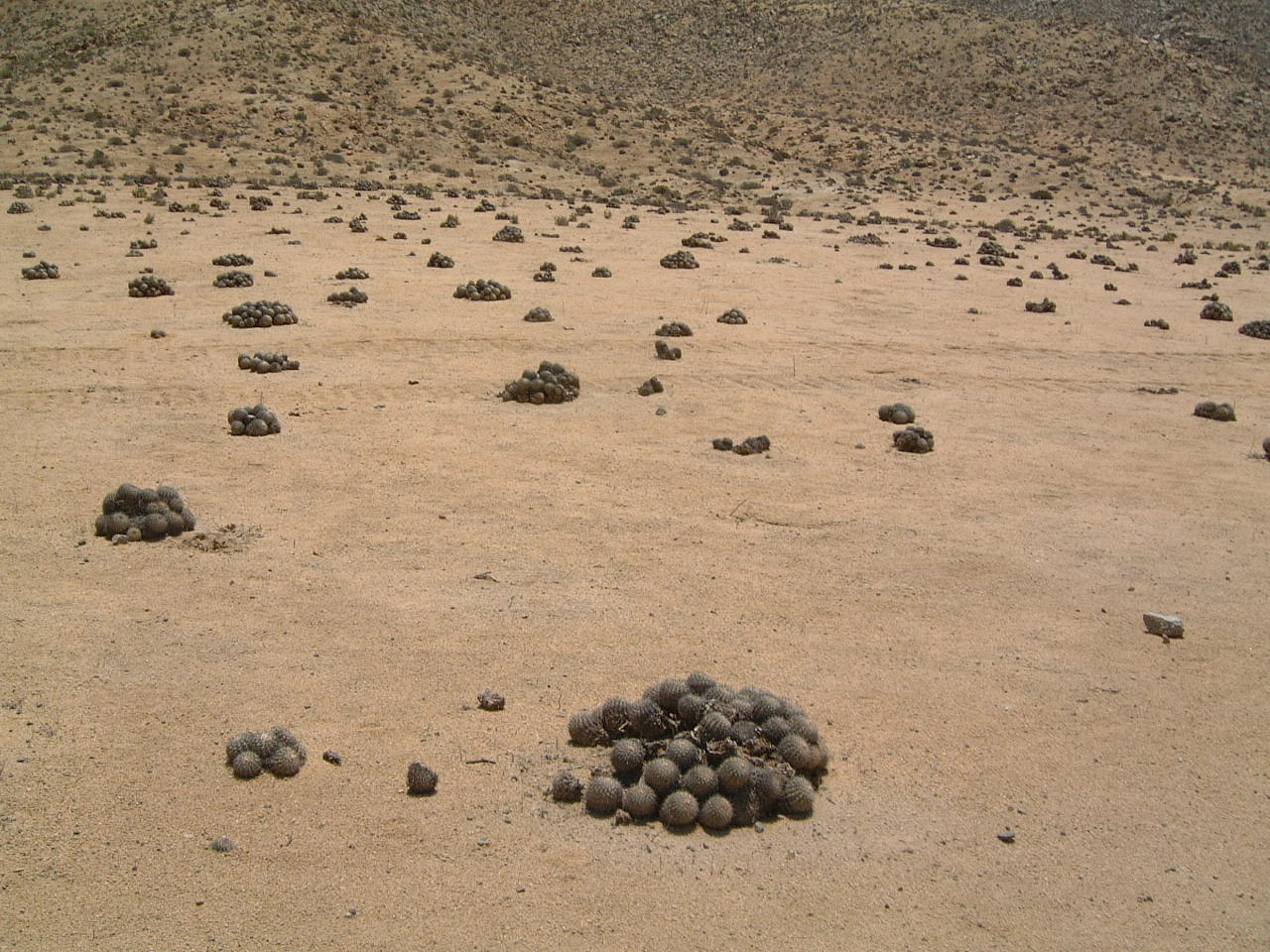
Copiapoa cinerea v pobřežní poušti tvoří pravidelné porosty.
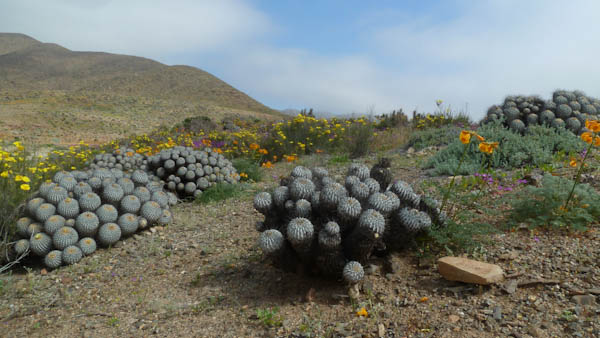
Copiapoa malletiana (dealbata) v pásmu mírných pahorků s občasnou vegetací v květu.
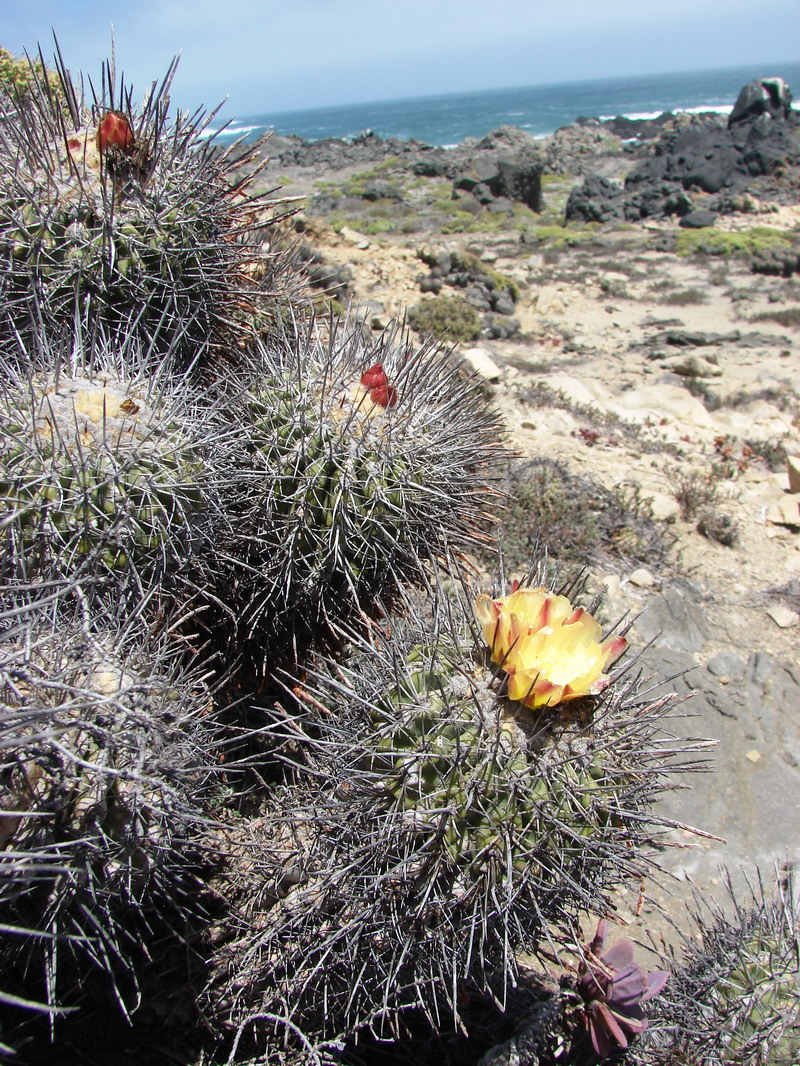
Trnitá Copiapoa coquimbana vytváří trsy mimo jiných oblastí i v pobřežních útesech.
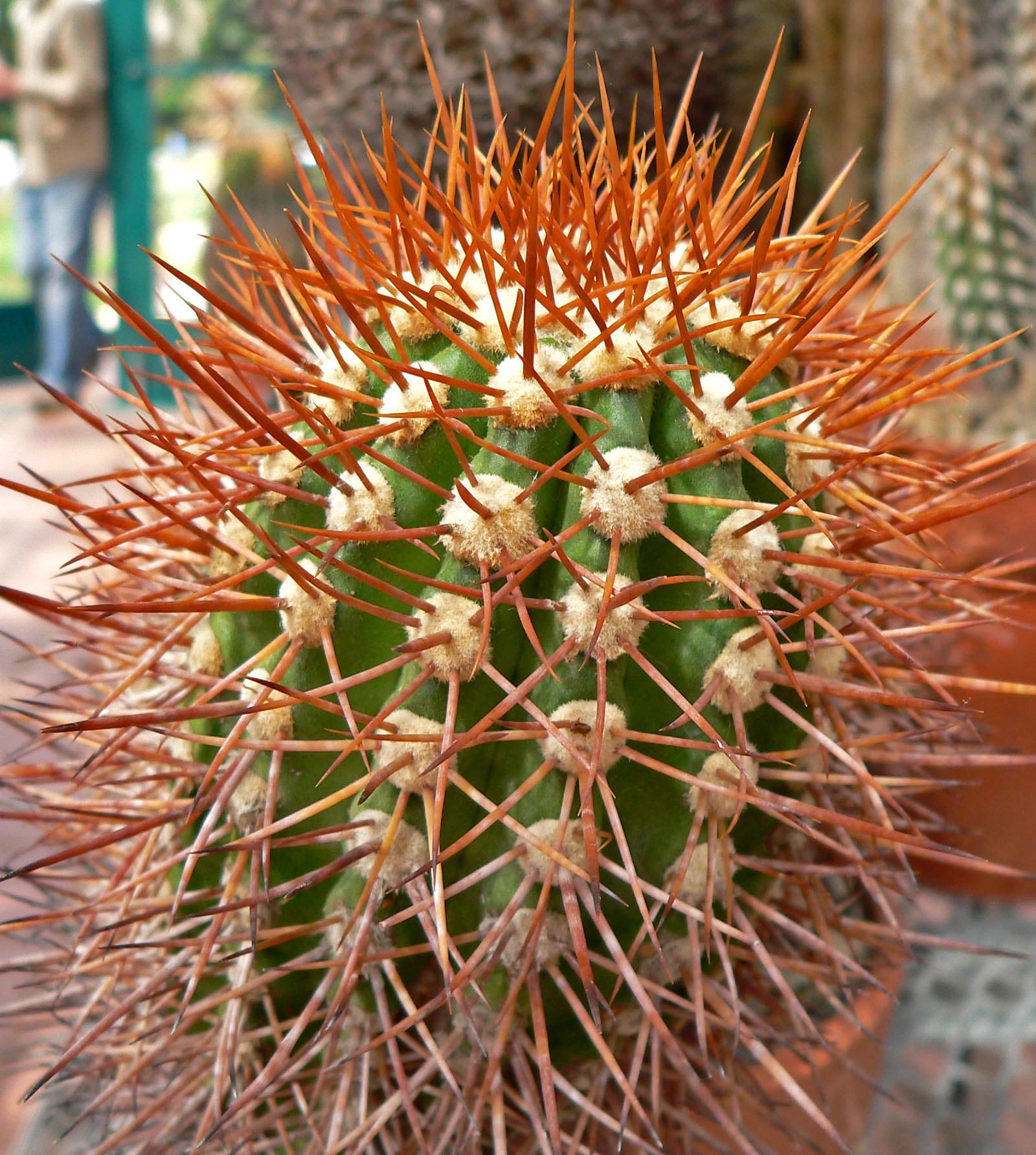
Copiapoa taltalensis má husté otrnění různých barev.
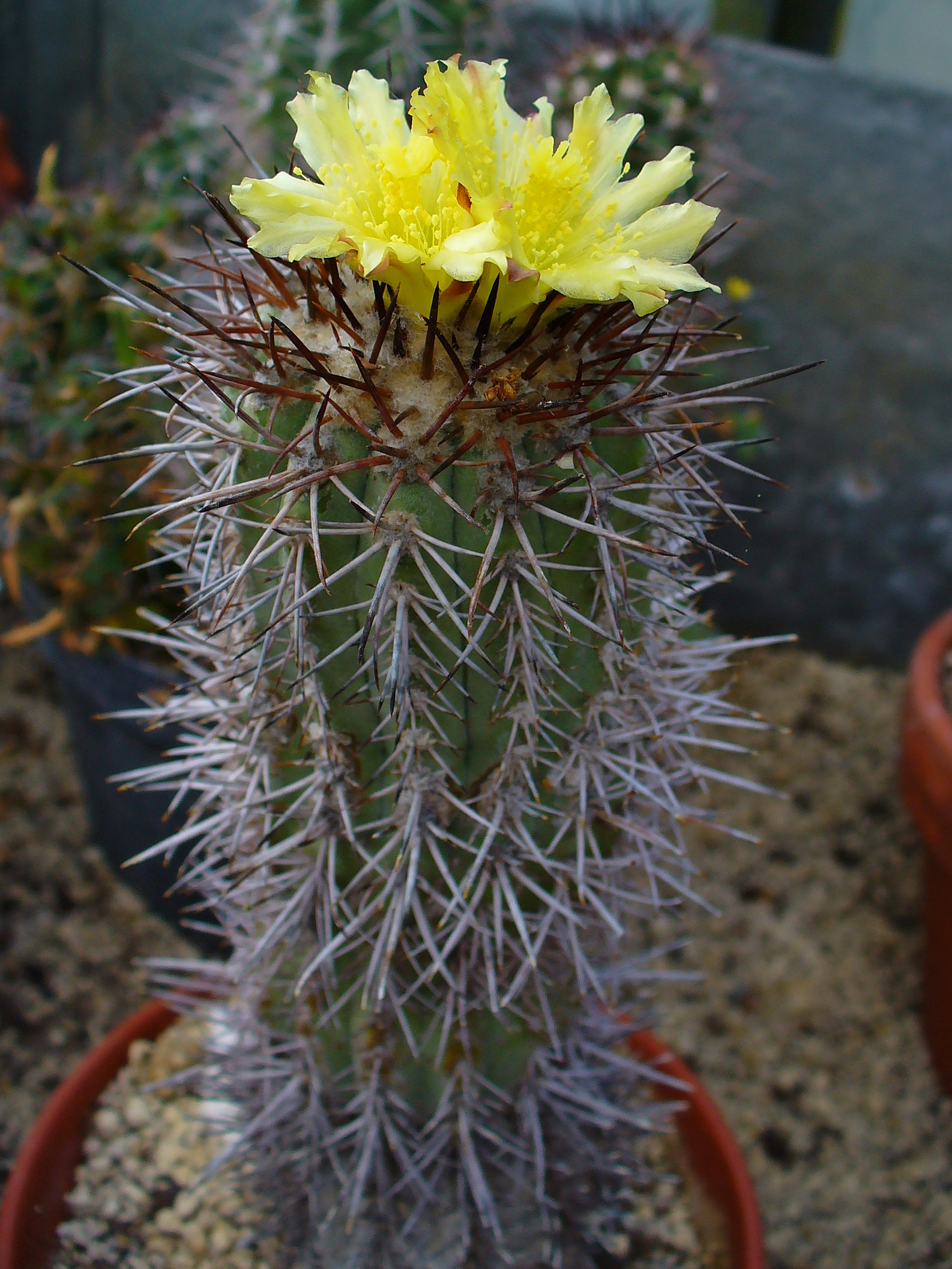
Hustě trnitá Copiapoa calderana je ve stáří značně protáhlá a vysoká.
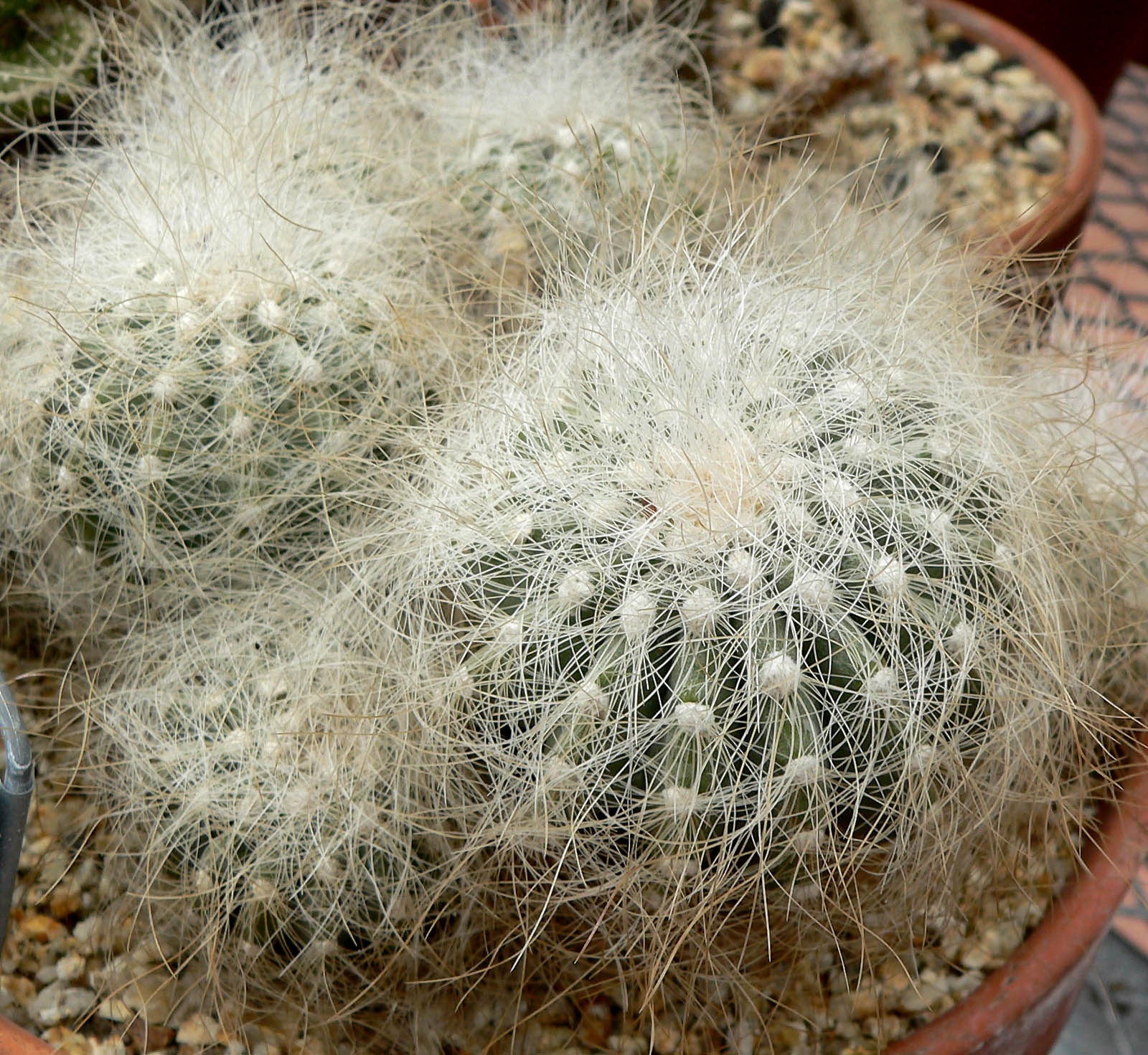
Copiapoa krainziana má unikátní vlasovité otrnění.
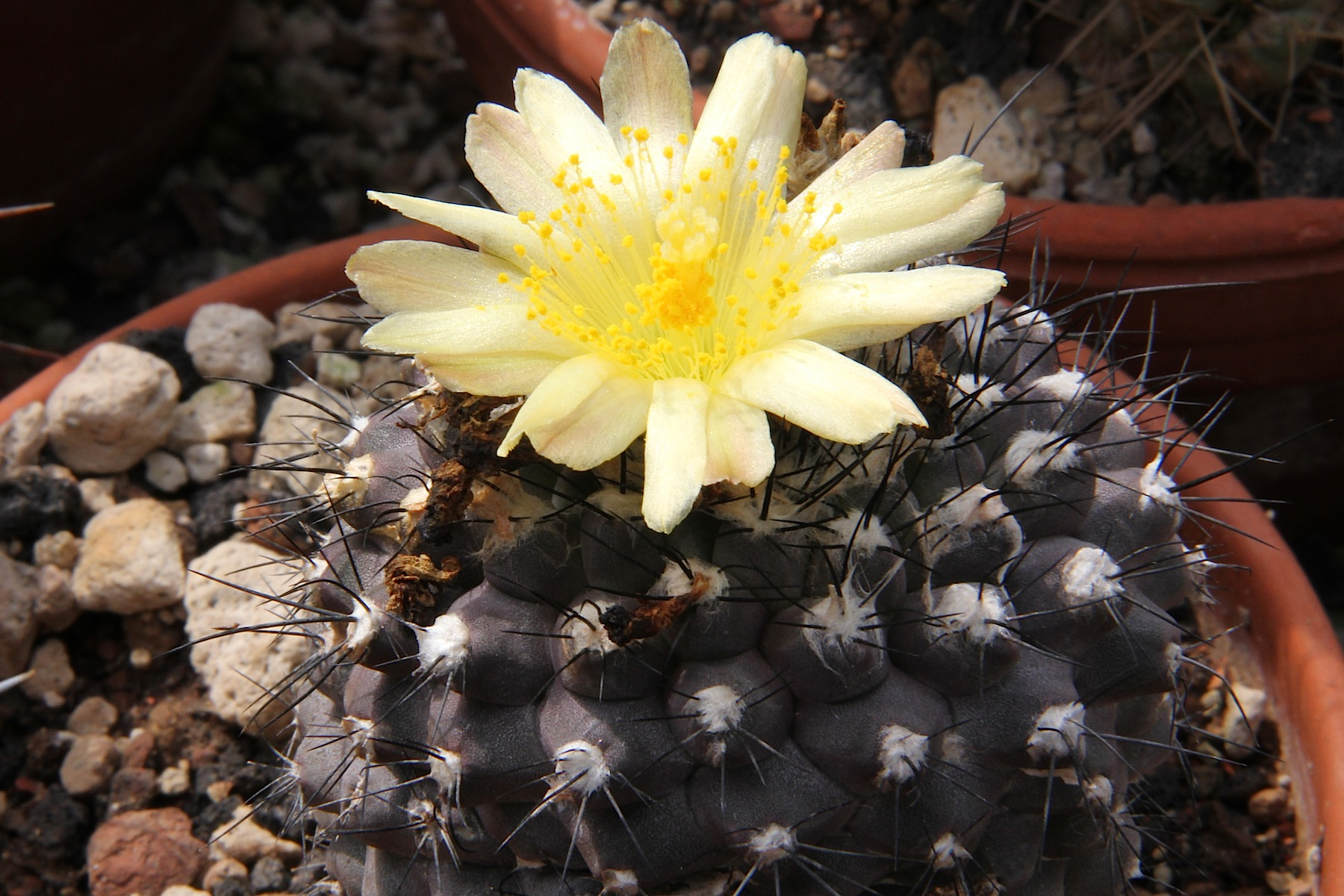
Geofytická Copiapoa hypogaea se dobře pěstuje a bohatě kvete.
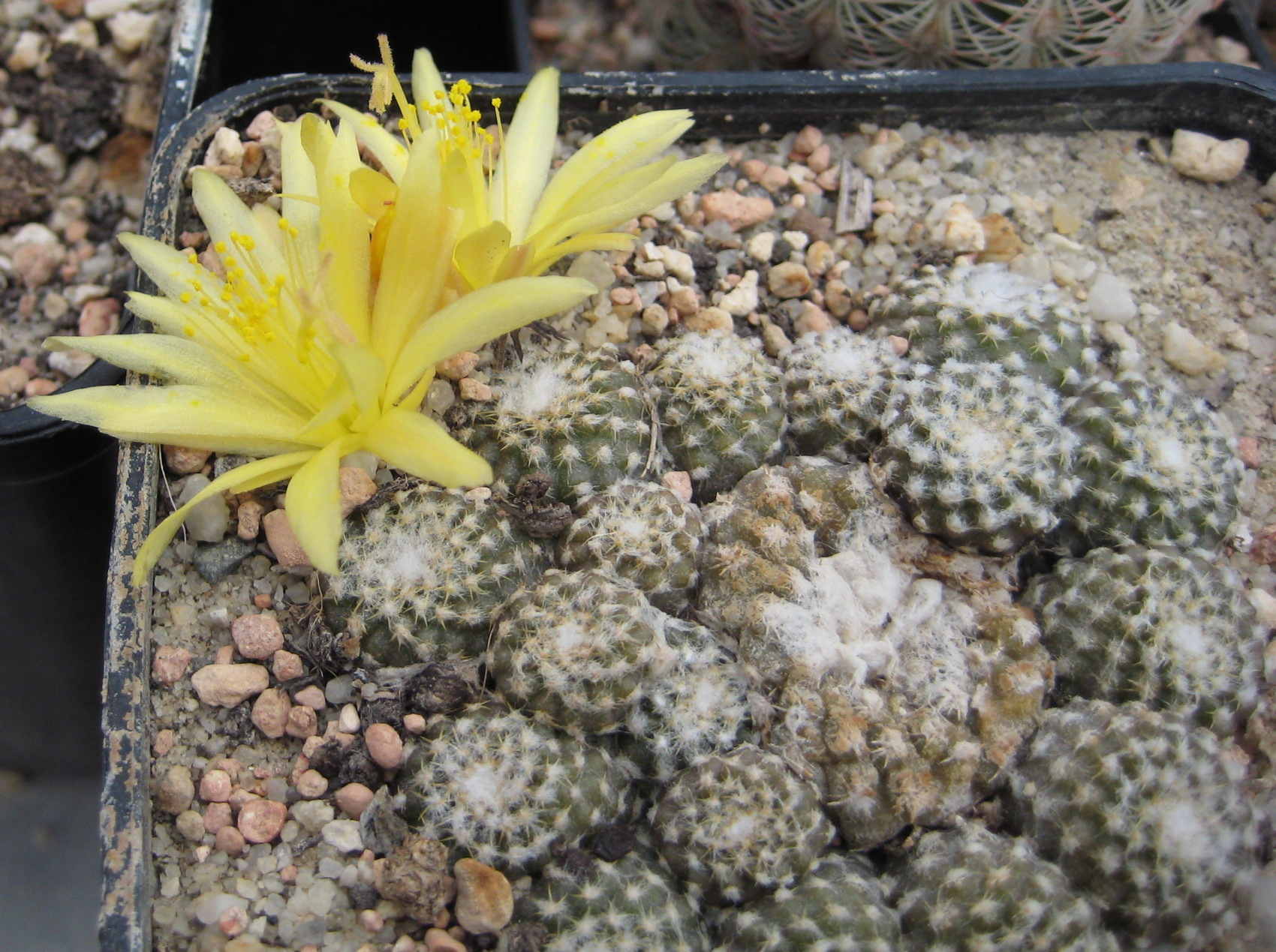
Copiapoa laui patří mezi nejmenší kaktusy vůbec.